# Горнолыжная трасса

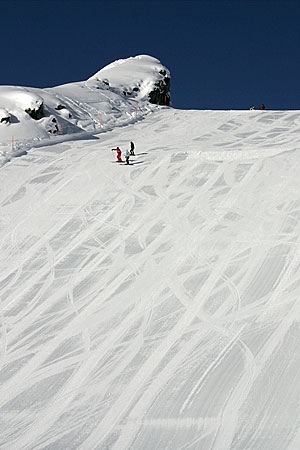
Подготовленная ратраком горнолыжная трасса в La Chaux, Швейцария

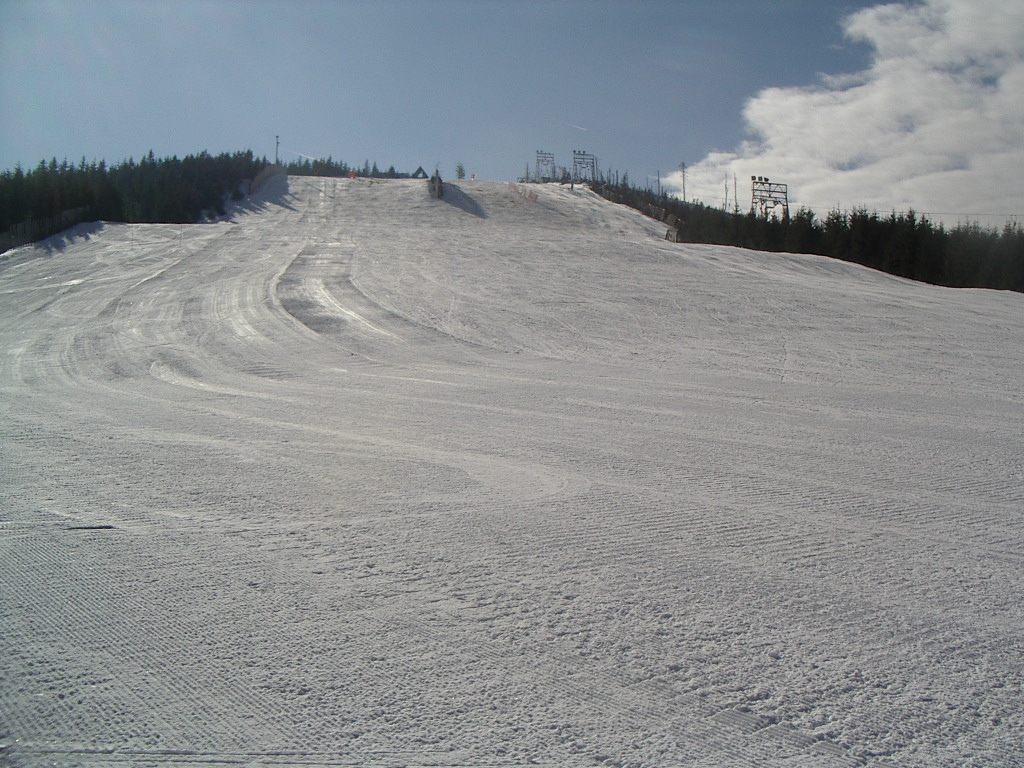
Трасса в Seibelseckle, Германия

Горнолыжная трасса — участок склона (как правило, обозначенный), предназначенный для спуска на горных лыжах, сноуборде и т. д.

## Обслуживание
Как правило, горнолыжные трассы обслуживаются оператором горнолыжного курорта: оборудуются подъёмниками, системами искусственного заснеживания, обрабатываются ратраками.

## Классификация
Трассы обычно разделяются по уровню сложности; разные уровни обозначаются специальными условными знаками.

### Россия
В России действует система, классифицирующая трассы по следующим категориям:
- «зеленая» — для начинающих
- «синяя» — низкого уровня сложности
- «красная» — среднего уровня сложности
- «черная» — высокого уровня сложности

Требования для горнолыжных трасс:
| Требования | Зеленая                                          | Синяя                                        | Красная                                                                        | Черная                                                                                                 |
| --- | ------------------------------------------------ | -------------------------------------------- | ------------------------------------------------------------------------------ | --- |
| Сложность трассы и доступ к горному участку                                                                     |                                                  |                                              |                                                                                | |
| Рельеф ландшафта (легкий, разнообразный, со средними и большими по уровню наклона участками)                    | Легкий                                           | Легкий (разнообразный)                       | Разнообразный с легким, средним и не очень резкими по уровню наклона участками | Разнообразный с легким, средним и большим по уровню наклона участками                                  |
| Угол наклона трассы (продольный и поперечный наклон) в %%                                                       | От 5 % до 15 %                                   | До 25 %                                      | До 40 %                                                                        | Свыше 40 %                                                                                             |
| Ширина трассы                                                                                                   | От 15 до 40 м                                    | От 20 до 40 м                                | От 30 до 40 м                                                                  | От 35 до 40 м                                                                                          |
| Профиль участка                                                                                                 | Легкий равномерный наклон с местом для остановки | Переливающиеся, легкие разнообразные наклоны | Разнообразный без резких границ и боковых наклонов                             | С разным отклонением и соответствующим соединением наклонов                                            |
| Опасные участки                                                                                                 | Не допускаются                                   | Следует избегать                             | Допускаются в порядке исключения. Их следует обязательно обезопасить           | Следует избегать наклона свыше 60 %, резких боковых наклонов; при этом их надо обязательно обезопасить |
| Снежный покров (хорошо обработанный, без оголенных мест)                                                        | Да                                               | Да                                           | Да                                                                             | Да |
| Пропускная способность канатной дороги в час должна быть меньше или равна пропускной способности лыжной трассы  | Да                                               | Да                                           | Да                                                                             | Да |
| Поддержание сооружений и обеспечение подхода к лыжной трассе в хорошем состоянии                                | Да                                               | Да                                           | Да                                                                             | Да |
| Лыжные тропы — поддерживаемые, обрабатываемые с необходимым уровнем безопасности соответствующим лыжным трассам | Да                                               | Да                                           | Да                                                                             | Да |

### Европа
В Европе трассы часто маркируются только цветом (все обозначения на круглых знаках), хотя иногда встречаются знаки различной формы (как принято в Северной Америке)
| Цвет | Уровень сложности | Описание |
| ---- | ----------------- | --- |
|      | Простейший        | (Встречается в Испании, Франции, Скандинавии) Трасса для начинающих. Такие трассы обычно представляют собой широкие открытые пространства с небольшим уклоном, расположенные у основания горы. |
|      | Простой           | Простая трасса, почти всегда обрабатывается ратраком. Соответствует «Зелёному кругу» в американской классификации |
|      | Средний           | Трасса среднего уровня сложности. Более узкая или более крутая чем «синяя», почти всегда обрабатывается ратраком. |
|      | Высокий           | Трасса высокого уровня сложности, для хорошо подготовленных лыжников. Не все трассы «чёрного» уровня обрабатываются ратраком. Уровень сложности может сильно различаться от незначительно более сложных чем «красные» до чрезвычайно крутых и опасных. На французских курортах граница между «красным» и «чёрным» уровнями обычно выше. |
|      | Очень высокий     | (Встречается в Австрии, Швейцарии и некоторых других местах) Трасса очень высокого уровня сложности. |
|      | Очень высокий     | (Встречается в Скандинавии) Трасса очень высокого уровня сложности. |
|      | Очень высокий     | В последнее время многие горнолыжные курорты перемаркировали некоторые «чёрные» трассы в «жёлтые». Так обозначаются необрабатываемые ратраком и не патрулируемые трассы, находящиеся в стороне от ограждённых и обозначенных трасс. В Австрии для обозначения используются оранжевые квадраты                                           |

Классификация трасс в Европе менее жёстко связана с крутизной уклона чем это принято в США. Трасса с меньшим уклоном может иметь маркировку бо́льшей сложности чем трасса с бо́льшим уклоном если она к примеру у́же, требует бо́льших навыков для контроля за скоростью или имеет более опасный рельеф

### Северная Америка
В Северной Америке принято маркировать трассы знаками разного цвета и формы. Такая же система применяется и в Австралии. Централизованной системы присвоения рейтингов не существует, каждый курорт самостоятельно присваивает рейтинг каждой трассе, исходя её относительной сложности по сравнению с другими трассами на данном курорте. В результате трассы с одинаковым уклоном и сложностью могут иметь отличающиеся рейтинги на разных курортах
Основной фактор при определении рейтинга трассы — уклон. Однако на оценку могут также влиять ширина трассы, состояние снежного покрова а также обрабатывается ли трасса ратраками.
| Рейтинг             | Символ                    | Уровень сложности | Описание |
| ------------------- | ------------------------- | ----------------- | --- |
| Зелёный круг        | Green Circle              | Простейший        | Простейшая трасса. Как правило широкая и укатанная, обычно с уклоном в пределах от 6 % до 25 % (уклон в 100 % соответствует углу в 45°, то есть уклон определяется, как тангенс угла, умноженный на 100). |
| Синий квадрат       | Blue Square               | Средний           | Трассы среднего уровня сложности, с уклонами как правило в пределах 25 % — 40 %. Эти трассы также обычно укатываются ратраками. Чаще всего именно такие трассы составляют большинство на горнолыжных курортах, и они обычно пользуются наибольшей популярностью отдыхающих |
| Чёрный ромб         | Black Diamond             | Сложный           | Одни из наиболее сложных трасс на данной горе. Такие трассы обычно имеют большой уклон (как правило более 40 %) и могут быть как обработанными ратраком так и нет. |
| Двойной чёрный ромб | Double Black Diamond      | Эксперт           | Эти трассы даже более сложные, чем «Чёрный ромб» из-за исключительно крутых склонов и других опасностей, таких как узость трассы, сильные ветра, присутствие помех, таких как крутые трамплины и деревья. Такие трассы предназначены только для наиболее опытных лыжников. Этот уровень сложности трасс был введён относительно недавно; к 1980-м усовершенствование технологии строительства и обслуживания трасс, а также возросшая конкуренция привели к созданию трасс исключительной сложности, которым и был присвоен рейтинг «Двойной чёрный ромб». |
| Различный           | Blue Square/Black Diamond | Различный         | Иногда встречаются отличия в обозначениях, такие как удвоение символа для обозначения повышенной сложности или комбинирование двух разных символов для обозначения средней сложности. Один из примеров — ромб наложенный на квадрат, обозначающий промежуточный уровень сложности между «Синим квадратом» и "Чёрным ромбом. Комбинированные символы встречаются на горнолыжных курортах США достаточно редко. Большинство курортов придерживается стандартной 4-символьной схемы.                                                                          |
| Сноу-парки          | Terrain Park              | Различный         | Сноу-парки — трассы целиком или их части, на которых размещены разнообразные трамплины, хафпайпы, и другие «экстремальные» препятствия. Такие трассы обычно обозначаются оранжевым прямоугольником со скруглёнными краями. Обычно в сноу-парках применяется своя собственная система рейтингов, обозначающая уровень сложности препятствий. Сноу-парк с «Ченым ромбом» будет оборудован более сложными и опасными фигурами чем «Синий квадрат». |

На некоторых курортах встречаются трассы исключительной сложности, маркированные тремя чёрными ромбами. Также встречаются не маркированные трассы со сложностью, как правило, на уровне или больше «Двух чёрных ромбов»

### Япония
В Японии обычно используется только цветовая кодировка. Некоторые курорты, особенно рассчитанные на иностранцев, используют североамериканские или европейские обозначения, внося таким образом путаницу, поэтому всегда рекомендуется сверяться со схемой.
| Цвет | Уровень сложности | Описание |
| ---- | ----------------- | --- |
|      | Простой           | Трассы для начинающих. Обычно находятся у подножья горы, но некоторые могут начинаться сверху.                                                              |
|      | Средний           | Трассы средней сложности. На большинстве курортов составляют основную часть спусков (от 40 % до 60 %, в зависимости от того, как проводится классификация). |
|      | Сложный           | Трассы для экспертов. Наиболее крутые и сложные склоны. Их сложность на данной горе в сравнении с другими курортами сильно зависит от целевой аудитории.    |

В Японии существует более 1000 горнолыжных курортов (115 только в одной префектуре Нагано), многие из которых малы и ориентированы на семейный отдых, поэтому сходство между японской классификацией и эквивалентными склонами в Европе и Северной Америке минимально.